# IC 889
IC 889 — галактика типу C (компактна галактика) у сузір'ї Діва.
Цей об'єкт міститься в оригінальній редакції індексного каталогу.